# الكاحلة (قرية)
قرية الكاحلة؛ هي إحدى قرى محافظة المندق التابعة لمنطقة الباحة.
تقع قرية الكاحلة شمال محافظة المندق على الطريق السياحي الباحة بني سعد وتبعد عن مركز المحافظة 17 كيلومتراً، وعن مركز المنطقة 64 كيلو متراً. يعتبر موقع قرية الكاحلة استراتيجيا فهي تقع في منتصف قرى دوس بني فهم مما جعلها تتصل بالكثير من القرى المحيطة بها.
تنقسم قرية الكاحلة إلى قسمين حيث يفصل الطريق السياحي القسم الشرقي الذي يقع فيه جامع القرية عن القسم الغربي منها.
يعمل معظم أهالي قرية الكاحلة في الوظائف الحكومية والقطاع الخاص وقليل منهم من يعمل في الزراعة. يبلغ عدد سكان قرية الكاحلة ما يقارب 500 نسمة.